# Panamomops inconspicuus
Panamomops inconspicuus is een spinnensoort in de taxonomische indeling van de hangmatspinnen (Linyphiidae).
Het dier behoort tot het geslacht Panamomops. De wetenschappelijke naam van de soort werd voor het eerst geldig gepubliceerd in 1964 door František Miller & Valesova.